# Rocaviva
Rocaviva, també coneguda com a Laberint màgic, és un espai escultòric de l'artista Climent Olm situat entre els municipis del Pont de Bar (Alt Urgell) i de Lles (Baixa Cerdanya), en dues finques veïnes enclavades en les partides de Sobeig i la Ginebrosa respectivament. S'hi accedeix per una pista forestal que surt de la població de Músser (Baixa Cerdanya), en direcció a llevant, al camí de Sant Joan de Sobeig, i que porta també a l'ermita de Sant Joan de Sobeig i al poble d'Aristot. L'any 2010 fou declarada Bé cultural d'interès local i es pot comptar entre els exemples destacats de paisatgisme visionari.

## Descripció
El parc d'escultures en conté aproximadament 600 de fixes en un territori d'unes 10 hectàrees, a més d'un nombre indeterminat d'escultures mòbils, totes elles combinades amb prats, boscos, erms i conreus en un laberint de senders. El material emprat més freqüentment per a les obres és el granit; en alguns casos es van aprofitar els afloraments naturals de pedra, i en altres les roques van ser manualment transportades i alçades en un nou emplaçament. En les escultures es combinen textures diverses i s'usa tant el baix relleu com la talla exempta.
Un dels temes més recurrent és la representació de mans obertes i també de mandales, tot i que també la representació de rostres, harmonitzant asimetries i posant especial èmfasi en els ulls. L'entorn, plantejat com un espai per a la reflexió, contacte amb la natura i retrobament personal, cerca una fusió entre l'art i el paisatge del voltant; l'artista va idear l'espai com un laberint màgic en el qual anar-hi trobant les seves múltiples obres i descobrir-hi els missatges d'aquestes, plenes de simbolisme, i també d'espiritualitat, humanisme, ecologisme i llibertat.

## Autoria
Totes les peces, de diferents mides, van ser tallades entre els anys 1986 i 2006 per Climent Olm, fill i veí de Músser, que es va preocupar també de disposar les peces i d'obrir els camins. L'escultor es va iniciar com a ceramista i tallador de fusta per passar a emprar la pedra. Entre les influències que rep Climent Olm destaquen les filosofies orientals: budisme i taoisme, l'artesania dels aborígens de l'Amèrica del Nord i l'obra de Picasso. Vol expressar la mort i el renaixement en la natura en el propi medi natural recollint els postulats de l'art natura, que usa els materials i el marc natural per expressar-se. Olm va ser protagonista el 2012 del curtmetratge Les pedres que parlen, dirigit per Albert Galindo i Albret Cristòfol.
La seva obra a Rocaviva recorda els atlants tolteques, els moais de l'illa de Pasqua, les escultures del Mont Rushmore, el bosc d'Oma d'Agustín Ibarrola i el de Can Ginebreda de Xicu Cabanyes.

## Història
El 2012 Rocaviva es va donar a conèixer i va obrir al públic. Fins al juliol de 2013 l'artista feia visites guiades a les escultures, que servien per finançar l'espai i la seva activitat. A causa d'un litigi amb un dels seus germans per la propietat de la finca, l'octubre de 2013, esgotat a causa de vandalismes perpetrats contra ell i contra l'obra, va haver de marxar de la casa on vivia al bosc, i el projecte va quedar aturat i l'obra inacabada. El lloc va restar lliurement obert, i des d'aleshores el parc va rebre moltes visites de famílies i excursionistes que el visitaven, però també va patir diverses agressions.
Les escultures més petites van ser traslladades a la Seu d'Urgell, i l'agost del 2014 el seu ajuntament en va organitzar una exposició. Les institucions comarcals es van comprometre a conservar i promocionar les obres més grans, que restaren a la muntanya, i l'artista va manifestar la seva voluntat de donar-les a la Generalitat de Catalunya.
El 2017 l'indret va ser tancat, i el 2018 es va reobrir la meitat oest del terreny, situada a l'Alt Urgell i de propietat de l'artista. Tot i així, el vandalisme hi havia fet grans estralls, com senyalització destruïda, peces tombades, algunes escantonades, ulls tapats amb ciment o peces petites desaparegudes, i la casa de l'artista també va ser atacada. Olm va crear l'Associació Cultural Rocaviva amb un petit grup de persones a fi de preservar el laberint i per tal de poder tornar a mostrar les seves escultures; es va tornar a rehabitar la casa de l'artista i es feien visites guiades concertades pel parc posant cura que els visitants no traspassessin els límits de la part del bosc propietat de l'escultor i s'endinsessin a la de la Cerdanya, encara tancada.
L'any 2019 el Museu Cerdà de Puigcerdà va acollir una exposició fotogràfica sobre Rocaviva sota el títol «Rocaviva. Laberint màgic».